# Har Cvi
Har Cvi (hebrejsky: הר צבי) je vrch o nadmořské výšce 531 metrů v Izraeli, v Horní Galileji.
Nachází se na jihozápadním okraji náhorní terasy Bik'at Kedeš, cca 1 kilometr jihovýchodně od vesnice Dišon. Má podobu nevelkého, částečně zalesněného pahorku. Jihozápadním směrem terén klesá do údolí vádí Nachal Dišon, kam také podél jižní strany pahorku směřuje lokální silnice 886. Na její protější straně se zvedá kopec Har Jachmur.